# 科尔萨诺
科尔萨诺（義大利語：Corsano），是意大利莱切省的一个市镇。总面积9平方公里，人口5740人，人口密度637.8人/平方公里（2009年）。ISTAT代码为075024。

## 友好城市
- 法國 伊泽尔河畔罗芒